# Brontofobi
 Denne artikel bør gennemlæses af en person med fagkendskab for at sikre den faglige korrekthed.
 Der er for få eller ingen kildehenvisninger i denne artikel, hvilket er et problem. Du kan hjælpe ved at angive troværdige kilder til de påstande, som fremføres i artiklen.

Brontofobi er en overdreven frygt for lyn og tordenvejr. Brontofobi kan behandles og kan påvirke både mennesker og andre dyr. Den sædvanlige behandling er desensibilisering og kognitiv adfærdsterapi. I meget ekstreme tilfælde kan brontofobi føre til agorafobi, som er frygten for at forlade hjemmet.
| Psi | Spire Denne artikel om psykologi er en spire som bør udbygges. Du er velkommen til at hjælpe Wikipedia ved at udvide den. |